# Ludwig Geyer (cyclisme)
Pour les articles homonymes, voir Ludwig Geyer (acteur) et Geyer.
Ludwig Geyer, né le 18 août 1904 à Hambach et mort le 31 janvier 1992 à Pirmasens, est un coureur cycliste allemand. Professionnel entre 1928 et 1946, il a notamment remporté le Tour de Suisse en 1934. La même année, il termine septième du Tour de France.

## Palmarès

### Palmarès amateur
- 1927
  - Rund um Spessart und Rhön
  - 2e du Tour de la Hainleite
  - 2e du Tour de Cologne amateurs
  - 2e du championnat d'Allemagne du contre-la-montre par équipes amateurs

### Palmarès professionnel
- 1929
  - 2e du Championnat de Zurich
  - 2e du Tour du Nord-Ouest de la Suisse
- 1930
  - 2e et 7e (contre-la-montre par équipes) étapes du Tour d'Allemagne
  - 2e de Berlin-Cottbus-Berlin
- 1931
  - 10e du championnat du monde sur route
- 1932
  - 2e de Marseille-Lyon
- 1933
  - 3e de Paris-Tours
  - 3e de la Polymultipliée
  - 4e de Paris-Roubaix
  - 5e de Milan-San Remo
  - 7e du Tour d'Italie
  - 10e du championnat du monde sur route
- 1934
  - Tour de Suisse :
    - Classement général
    - 4e étape

  - 2e du championnat d'Allemagne sur route
  - 2e du Rund um Berlin
  - 3e du Großer Straßenpreis von Dortmund
  - 3e du Tour de Francfort
  - 7e du Tour de France
- 1935
  - 2e du Rund um das Saargebiet
- 1937
  - 4e étape du Tour d'Allemagne
  - 2e du Tour d'Allemagne
- 1939
  - 7e étape du Tour d'Allemagne

## Résultats sur les grands tours

### Tour de France
5 participations
- 1931 : 19e
- 1932 : 22e
- 1933 : 12e
- 1934 : 7e
- 1937 : 28e

### Tour d'Italie
3 participations 
- 1932 : 35e
- 1933 : 7e
- 1937 : abandon (12e étape)